# می شیل-چا
مِی شیل-چا(کره‌ای: 매실차; هانجا: 梅實茶) یا چای آلو یک چای سنتی کره‌ای است که از مِی شیل (آلوی تازه)، اومه (آلو دودی) یا مِی شیل-چونگ (شربت آلو) تهیه می‌شود.

## طرز تهیه
ساده‌ترین روش برای تهیه این چای خرید مِی شیل-چونگ (شربت آلو) از مراکز خرید و مخلوط کردن آن با آب سرد یا گرم است.
روش معمول برای تهیه مِی شیل-چونگ (شربت آلو) به صورت خانگی بدین صورت است که ابتدا قسمت‌های زائد همانند ساقه‌ها را از آلوها جدا کرده سپس آلوها را دوبار شسته و می‌گذارند تا خشک شوند. بعد از آن آلوها و شکر به صورت لایه لایه در ظرف شیشه‌ای ریخته می‌شود. پس از آن درب ظرف محکم بسته می‌شود و بیش از دو ماه در مکانی خنک نگهداری می‌شود. سرانجام و پس از سپری شدن مدت مذکور با صافی، آبی که در ظرف شیشه‌ای وجود دارد را در ظرفی دیگر می‌ریزند. برای تهیه چای آلو۳۰ گرم شربت آلو را با ۹۰ گرم آب رقیق می‌کنند.باید به این نکته توجه داشت که برای تهیه این شربت باید نسبت شکر و آلوها ۱:۱ باشد تا از تخمیر و تبدیل آن به مِی شیل-جو (شراب آلو) جلوگیری شود.
علاوه بر روش مذکور روش دیگری برای تهیه شربت آلو وجود دارد؛ در این روش ابتدا آلوهای سبز رنده می‌شود سپس عصاره به‌دست آمده را با مقداری آب مخلوط کرده، در مرحله بعد آب اضافی آن با پارچه‌ای از جنس کنف گرفته می‌شود، پس از طی این مرحله آن را در برابر خورشید قرار داده تا خشک شود. پس از خشک شدن در برابر خورشید مایعی در سطح ظرف باقی می‌ماند، آن مایع را در یک ظرف شیشه ای ریخته و مدتی در یک مکان خنک نگهداری می‌کنند و سرانجام آن را با آب گرم مخلوط می‌کنند تا چای تهیه شود.
چای آلویی که با آلوی دودی تهیه می‌شود را معمولاً اومه-چا ("چای آلوی دودی") می‌نامند.